# Blanke suprematie

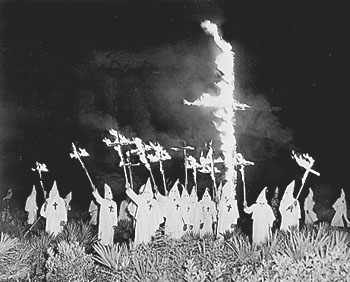
De Ku Klux Klan in Gainesville, Florida, 1922

Blanke suprematie, ook wel witte suprematie (als leenvertaling van het Engelse white supremacy) of blanke overheersing is een racistische ideologie die gebaseerd is op de veronderstelling dat blanken superieur zijn aan mensen van andere etnische groepen en hen daarom zouden moeten overheersen. De ideologie is voorstander van het behoud en de verdediging van alle macht en privileges van blanke mensen. Blanke suprematie heeft haar wortels in de inmiddels achterhaalde leer van wetenschappelijk racisme en was een belangrijke rechtvaardiging voor het Europese kolonialisme. Blanke suprematie ligt ten grondslag aan een spectrum van hedendaagse bewegingen, waaronder het neonazisme. Blanke supremacisten verzetten zich doorgaans tegen mensen van andere etnische groepen en worden vaak ook als antisemitisch beschouwd.
Terugkerende thema's zijn verschillen tussen etniciteiten of rassen in relatie tot de veronderstelde eigen identiteit, xenofobie, nostalgie naar een geïdealiseerd verleden waarin de blanke cultuur nog goeddeels vrij zou zijn geweest van vreemde invloeden en verheerlijking van mythische beschavingen.

## Gebruik van de term

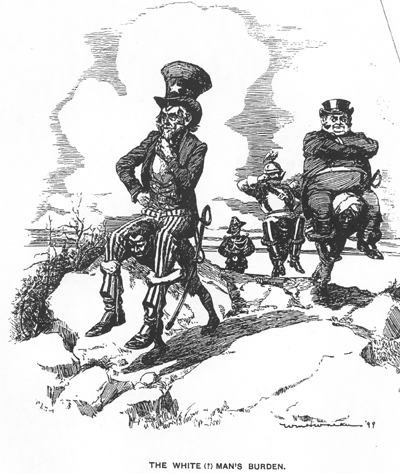
Deze cartoon getiteld de last van het blanke (?) ras bekritiseert het gedicht scherp. Inlanders lijden onder de aanwezigheid van Uncle Sam, John Bull en Keizer Wilhelm. Op de achtergrond een personificatie van Frankrijk. Uit Life Magazine, maart 1899

De term wordt gebruikt om een politieke ideologie te beschrijven die culturele, maatschappelijke, politieke, historische of institutionele overheersing door blanken bestendigt. In het verleden werd deze ideologie in praktijk gebracht door sociaal-politieke structuren zoals de Trans-Atlantische slavenhandel, de Wedloop om Afrika, de Jim Crow-wetten in de Verenigde Staten en de apartheid in Zuid-Afrika.
Er zijn verschillende groepen blanke supremacisten, die elk vaak weer andere opvattingen hebben over wie als blank kan worden beschouwd en niet altijd dezelfde raciale en culturele groepen als hun voornaamste vijand zien.
In academisch gebruik, met name bij gebruik dat uitgaat van kritische rassentheorie of intersectionaliteit, kan de term blanke suprematie ook verwijzen naar een sociaal-economisch of politiek systeem waarin blanken een structureel voordeel (privilege) genieten ten opzichte van andere etnische groepen, zowel op collectief als individueel niveau.